# Charlestown (Saint Kitts e Nevis)
Charlestown (2 204 abitanti nel 2013) è un villaggio di Saint Kitts e Nevis, nei Caraibi.
È situata a 17° 08' 35" N e 62° 37' 37" W, sull'isola di Nevis, ed è uno dei principali centri commerciali delle Isole Sopravento settentrionali.
Charlestown è anche famosa per essere la città natale di Alexander Hamilton.